# Wonderviooltje
Wonderviooltje, grootbladig viooltje  of grootbladviooltje (Viola mirabilis) is een soort uit de viooltjesfamilie (Violaceae). De wetenschappelijke naam van de soort werd gepubliceerd door Carl Linnaeus in 1753 in zijn Species plantarum.

## Determinatie
Wonderviooltje is een vaste, kruidachtige hemikryptofyt. Ze bereikt een hoogte van ± 15–30 cm. In de lente heeft de stengel nagenoeg geen blaadjes. De soort heeft bleeklila gekleurde bloemen die afhangen en licht geuren. De bloemen zijn 1,8–2,5 cm breed zijn en bestaan uit zowel vijf kroon- als kelkbladeren. De bladeren zijn niervormig, behaard aan de onderzijde en lichtgroen van kleur. De bladrand is gekarteld. Wonderviooltje bloeit in mei.

## Verspreiding
De soort komt voor in de loofbossen van Wallonië, het oosten van Frankrijk, Centraal-Europa, het zuiden van Fennoscandinavië, de gematigde delen van Oost-Europa, het zuiden van West-Siberië, het Altajgebergte, Tiensjangebergte en de Kaukasus. Wonderviooltje is niet in Nederland aanwezig.

## Fotogalerij

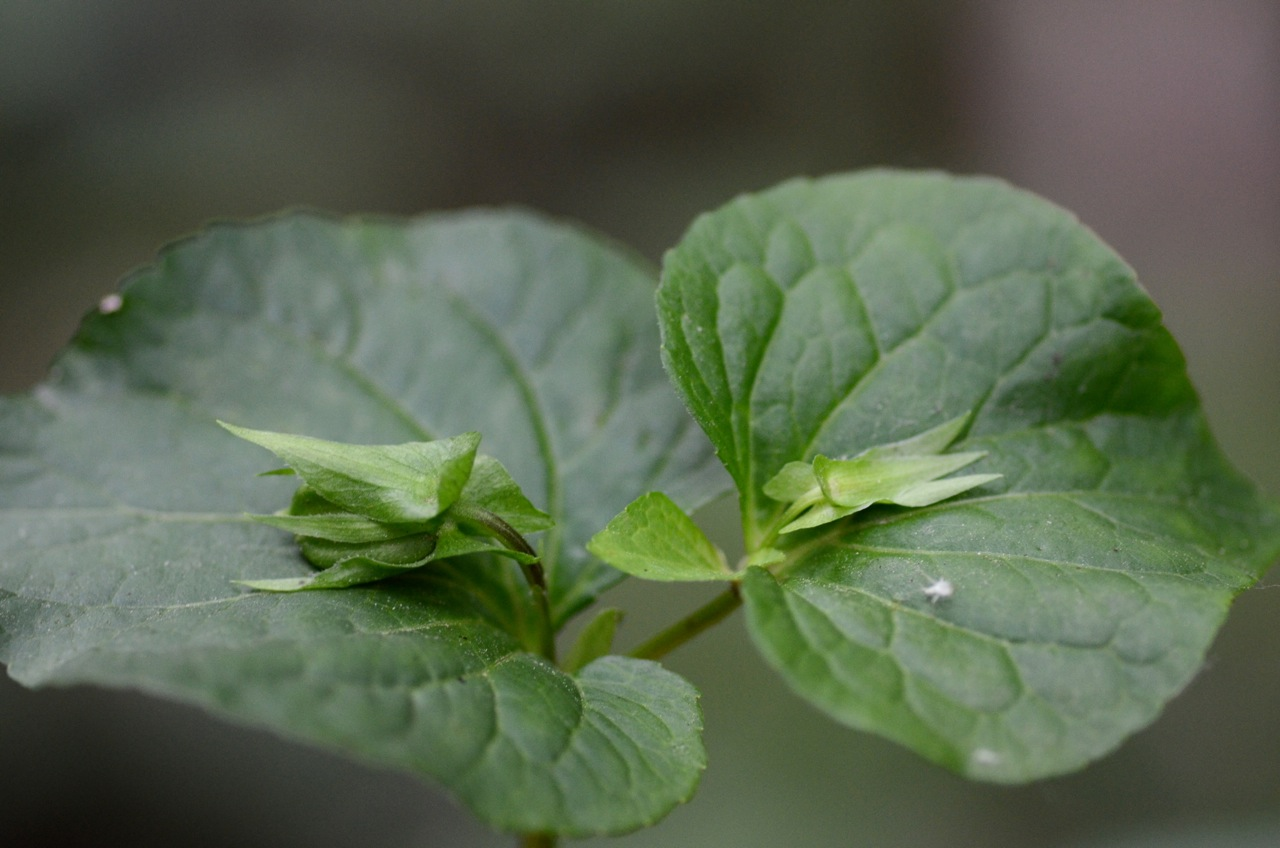
Niervormig blad
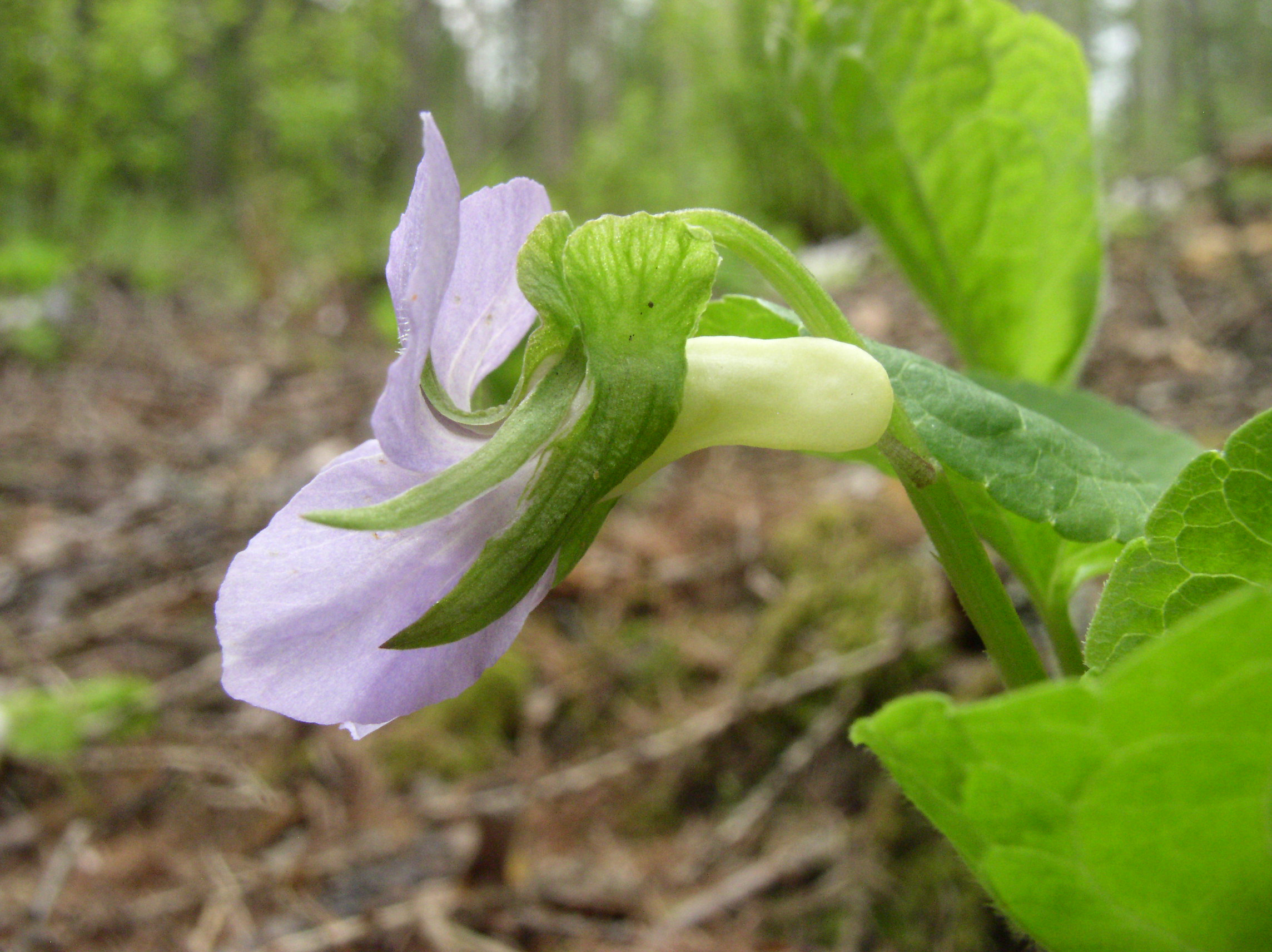
Zijaanzicht van de kroon- en kelkbladeren.
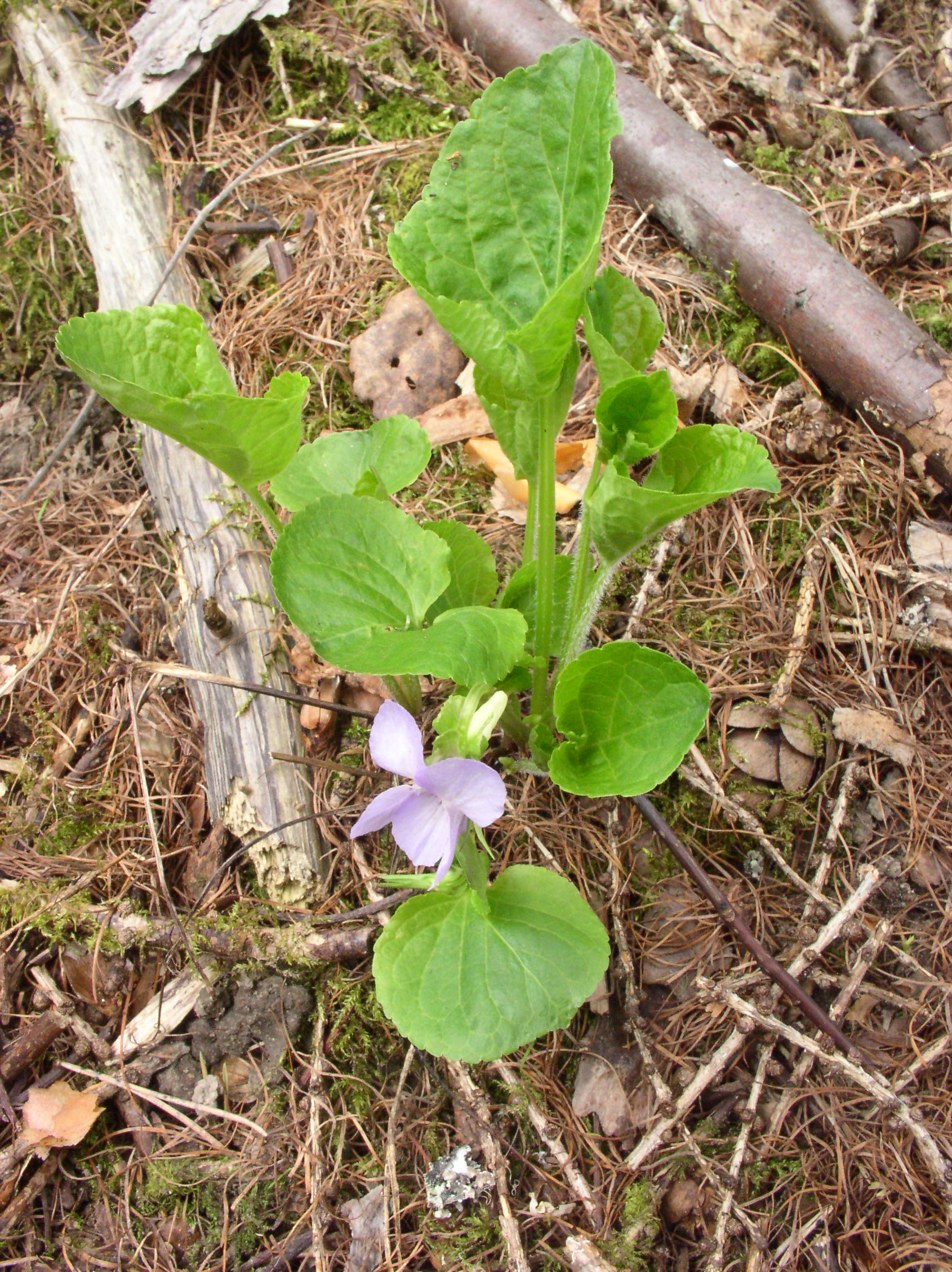
Groeiwijze
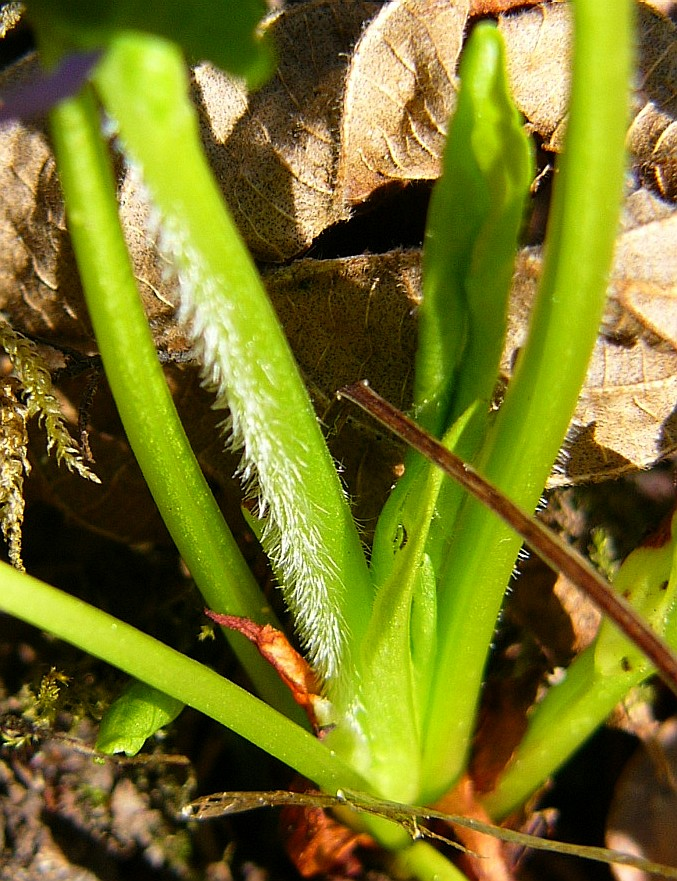
Behaarde stengel
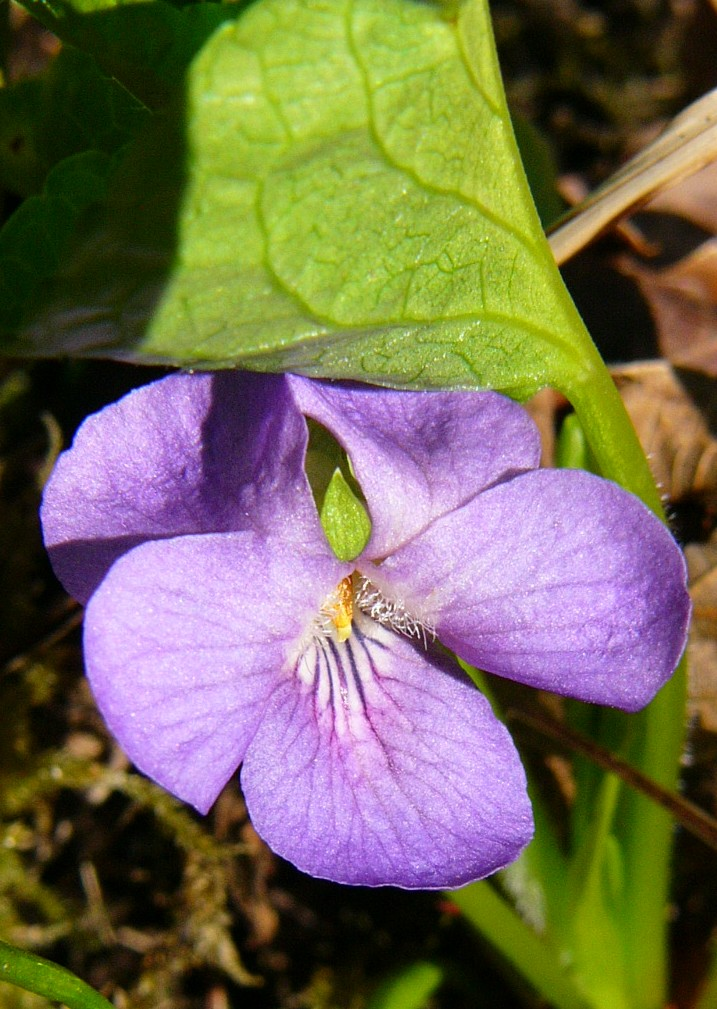
Kroonblad

... · 
V. arvensis (akkerviooltje) · 
V. ×bavarica (middelst bosviooltje) · 
V. biflora (tweebloemig viooltje) · 
V. calcarata (langsporig viooltje) · 
V. canina (hondsviooltje) · 
V. cornuta (hoornviooltje) · 
V. cryana · 
V. curtisii (duinviooltje) · 
V. epipsila · 
V. guestphalica (violette zinkviooltje) · 
V. hirta (ruig viooltje) · 
V. ircutiana · 
V. kusnezowiana · 
V. lutea · 
V. lutea subsp. calaminaria (zinkviooltje) · 
V. lutea subsp. lutea (geel viooltje) · 
V. lutea subsp. elegans ·
V. mirabilis (wonderviooltje) · 
V. odorata (maarts viooltje) · 
V. palustris (moerasviooltje) · 
V. persicifolia (melkviooltje) · 
V. pubescens · 
V. reichenbachiana (donkersporig bosviooltje) · 
V. riviniana (bleeksporig bosviooltje) · 
V. rupestris (zandviooltje) · 
V. tricolor (driekleurig viooltje) · 
...